# Делта (Алабама)
Делта (англ. Delta) — переписна місцевість (CDP) в США, в окрузі Клей штату Алабама. Населення — 260 осіб (2020).

## Географія
Делта розташована за координатами 33°26′26″ пн. ш. 85°40′33″ зх. д. / 33.44056° пн. ш. 85.67583° зх. д. (33.440524, -85.675905). За даними Бюро перепису населення США в 2010 році переписна місцевість мала площу 20,44 км², з яких 20,17 км² — суходіл та 0,27 км² — водойми.

## Демографія
Згідно з переписом 2010 року, у переписній місцевості мешкало 197 осіб у 90 домогосподарствах у складі 57 родин. Густота населення становила 10 осіб/км². Було 180 помешкань (9/км²).
Расовий склад населення:
| - 97,0 % — білих - 2,5 % — корінних американців |

До двох чи більше рас належало 0,5 %. Частка іспаномовних становила 0,5 % від усіх жителів.
За віковим діапазоном населення розподілялося таким чином: 14,7 % — особи молодші 18 років, 68,0 % — особи у віці 18—64 років, 17,3 % — особи у віці 65 років та старші. Медіана віку мешканця становила 49,5 року. На 100 осіб жіночої статі у переписній місцевості припадало 111,8 чоловіків; на 100 жінок у віці від 18 років та старших — 110,0 чоловіків також старших 18 років.
Цивільне працевлаштоване населення становило 133 особи. Основні галузі зайнятості: виробництво — 39,8 %, мистецтво, розваги та відпочинок — 25,6 %, публічна адміністрація — 24,8 %.